# Jugnon
Der Jugnon ist ein kleiner Fluss in Frankreich, der im Département Ain in der Region Auvergne-Rhône-Alpes verläuft. Er entspringt im Gemeindegebiet von Jasseron, entwässert generell Richtung Nordwest und mündet nach rund 17 Kilometern im südlichen Gemeindegebiet von Attignat als rechter Nebenfluss in die Reyssouze. Auf seinem Weg passiert der Jugnon in seinem Oberlauf den Flugplatz Bourg-Ceyzériat, quert danach die Autobahn A40 und die Bahnstrecke Mouchard–Bourg-en-Bresse. Im Unterlauf tangiert er die Autobahn A40 noch ein zweites Mal.

## Orte am Fluss
(Reihenfolge in Fließrichtung)
- Jasseron
- Ancien Moulin des Loups, Gemeinde Bourg-en-Bresse
- Grand Tanvol, Gemeinde Viriat
- Viriat
- Cortaringe, Gemeinde Viriat
- Les Merciers, Gemeinde Viriat
- Les Cordiers, Gemeinde Attignat